# Bujalance
Bujalance é um município da Espanha na província de Córdova, comunidade autónoma da Andaluzia. Tem 124,82 km² de área e em 2021 tinha 7 316 habitantes (densidade: 58,6 hab./km²).

## Demografia
| Variação demográfica do município entre 1991 e 2004 | Variação demográfica do município entre 1991 e 2004 | Variação demográfica do município entre 1991 e 2004 | Variação demográfica do município entre 1991 e 2004 |
| --------------------------------------------------- | --------------------------------------------------- | --------------------------------------------------- | --------------------------------------------------- |
| 1991                                                | 1996                                                | 2001                                                | 2004                                                |
| 8487                                                | 8163                                                | 8000                                                | 7915                                                |